# Graham Creek
Graham Creek är ett vattendrag i Kanada.   Det ligger i provinsen Alberta, i den centrala delen av landet, 2 700 km väster om huvudstaden Ottawa.
I omgivningarna runt Graham Creek växer i huvudsak barrskog. Trakten runt Graham Creek är nära nog obefolkad, med mindre än två invånare per kvadratkilometer.